# Hôtel de ville de Pärnu
L'hôtel de ville de Pärnu (estonien : Pärnu raekoda) est un édifice à Pärnu en Estonie.

## Présentation
L'hôtel de ville de Pärnu est un bâtiment historique dans le centre de Pärnu au adresses Uus tänav 4 et Nikolai tänav 3.
Le bâtiment se compose de deux parties : le bâtiment de style du classicisme français à Uus tänav 4 a été construit à l'origine comme résidence pour le marchand Harder, et l'extension achevée en 1911 au 3 Nikolai tänav, où se trouve la salle de réunion du conseil municipal de Pärnu.
Le conseil municipal a commencé à se réunir dans le bâtiment en 1839.
De nos jours, le bâtiment est utilisé par la galerie de la ville de Pärnu et par l'orchestre de la ville de Pärnu.

## Galerie

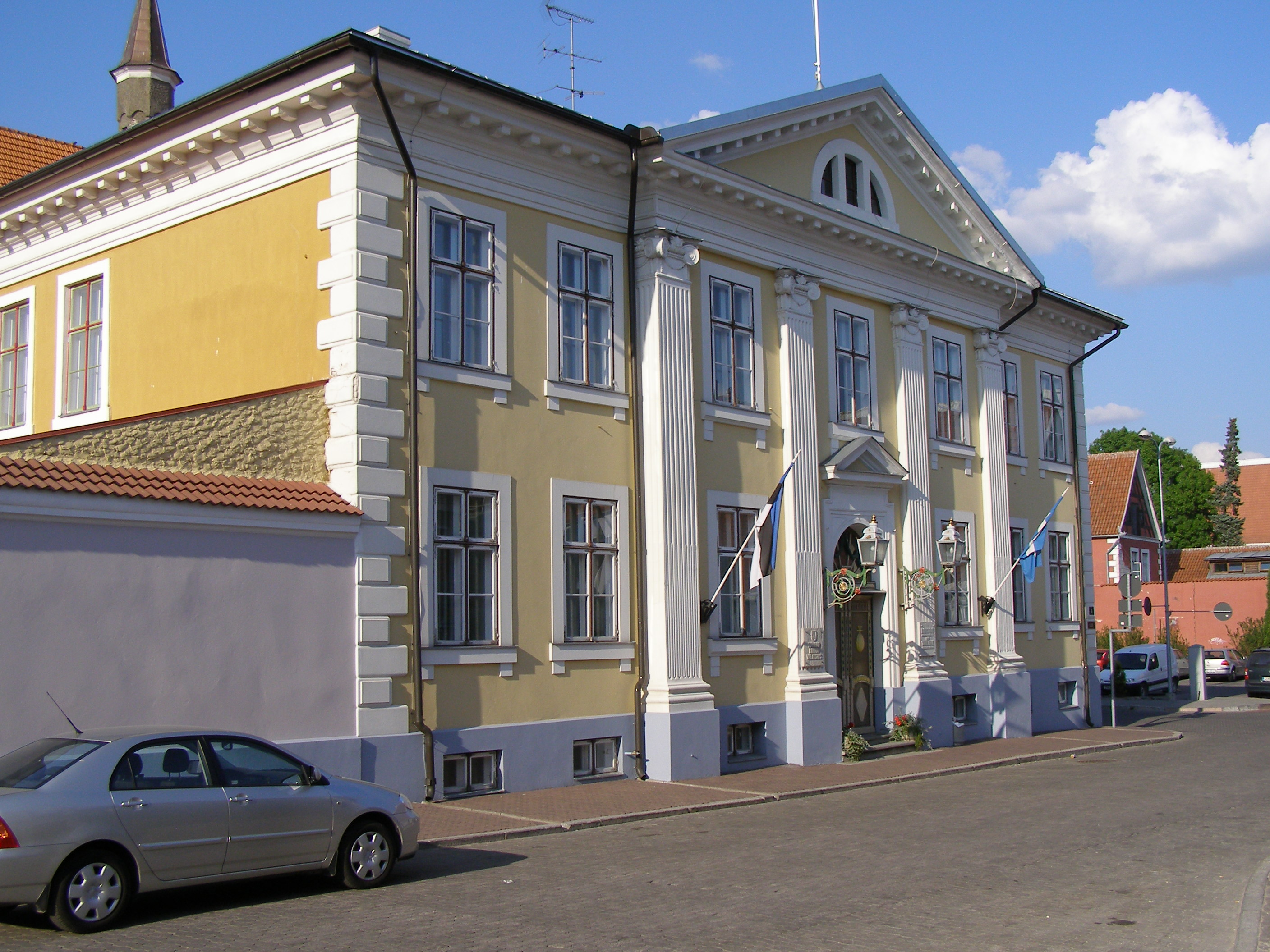
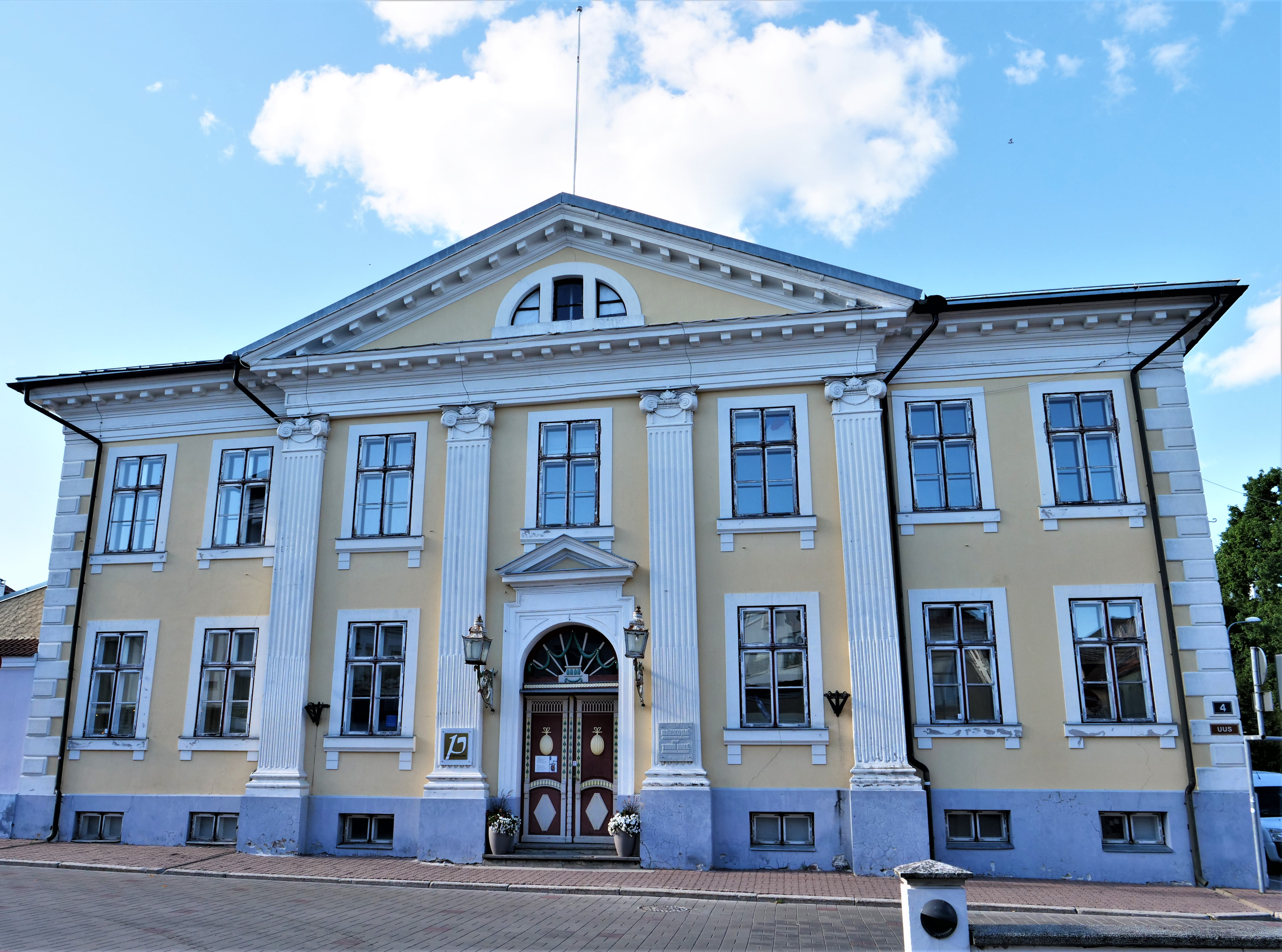
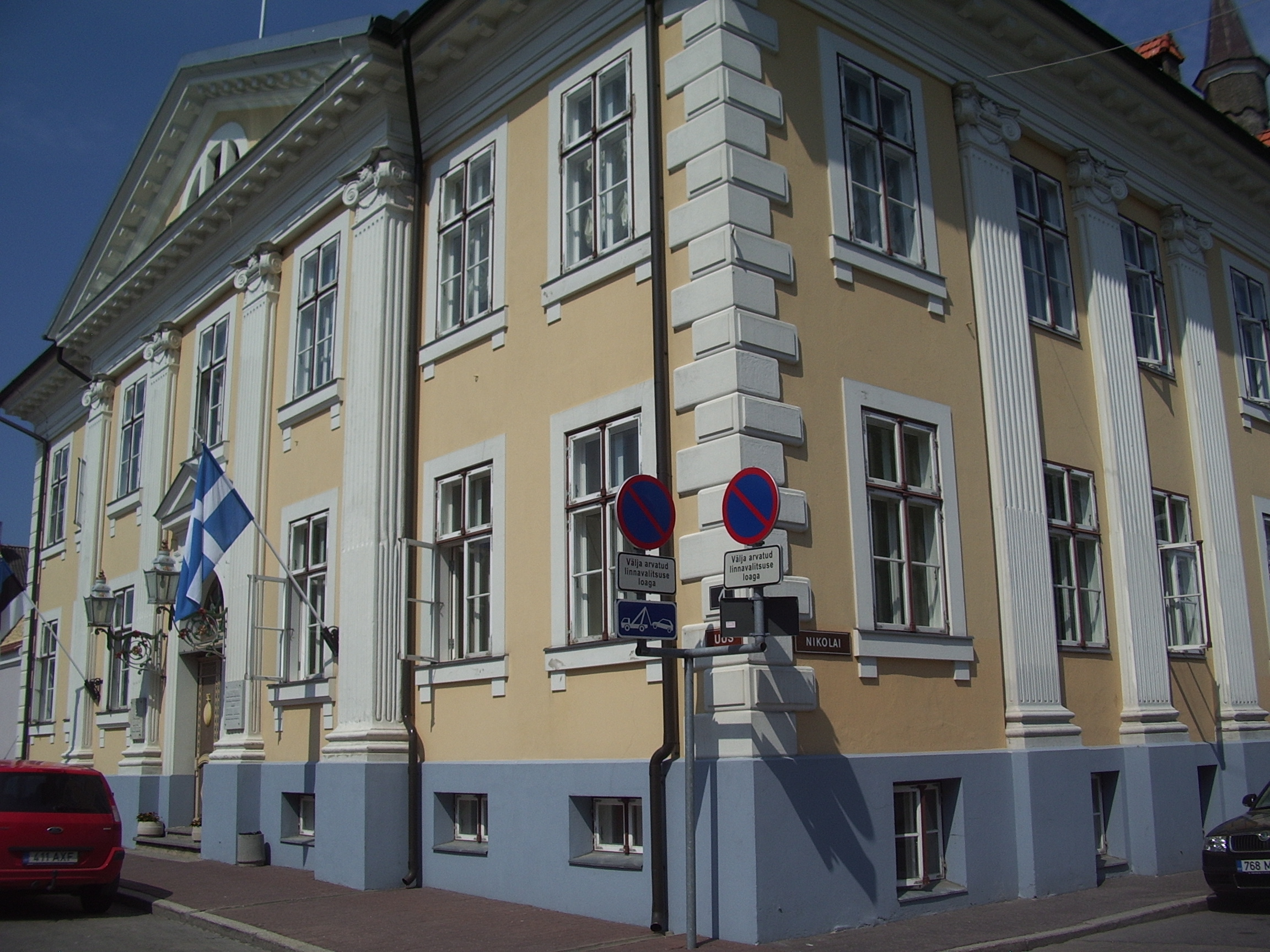